# Burgon-Vase

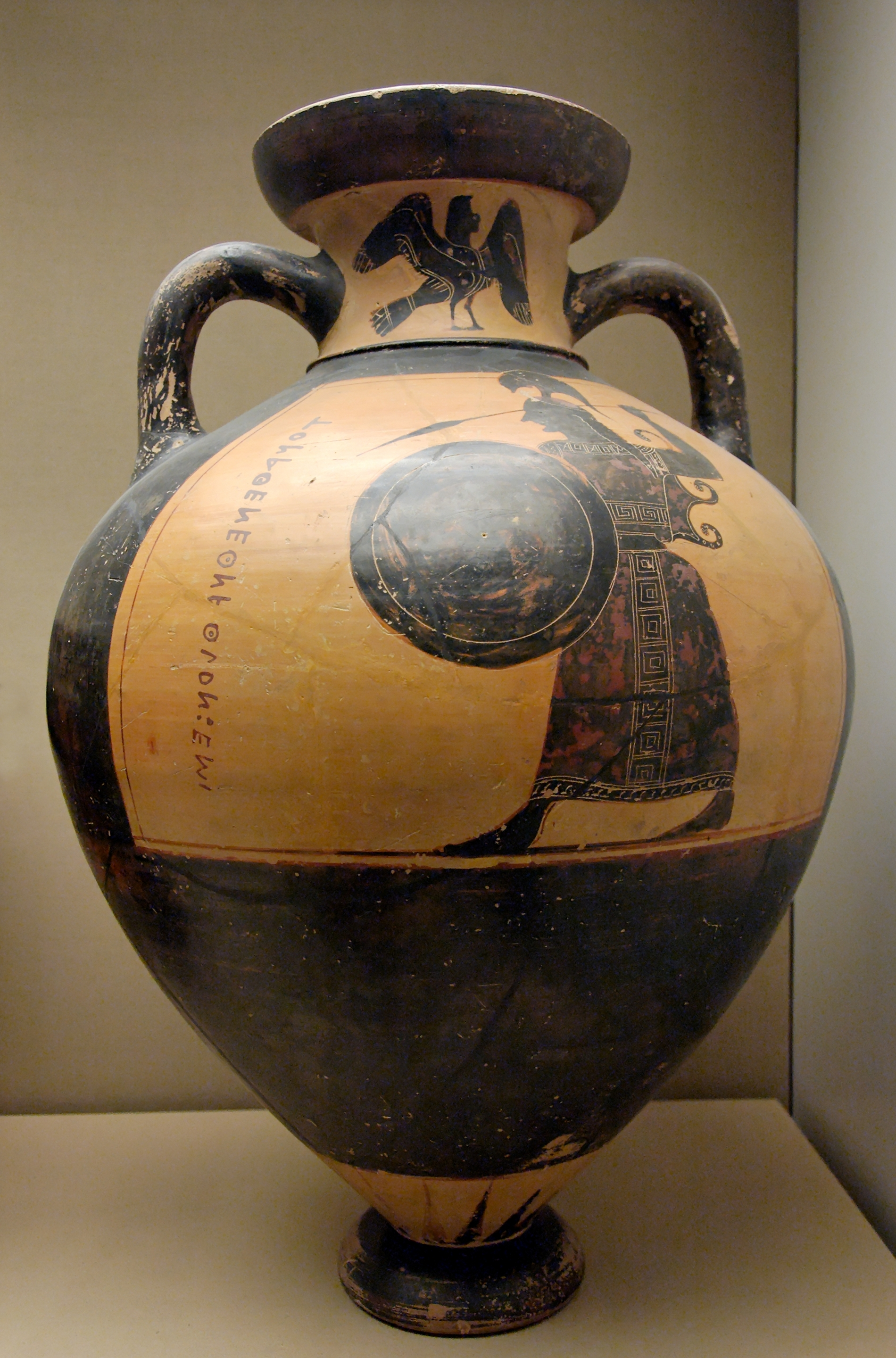
Burgon-Vase, Vorderseite

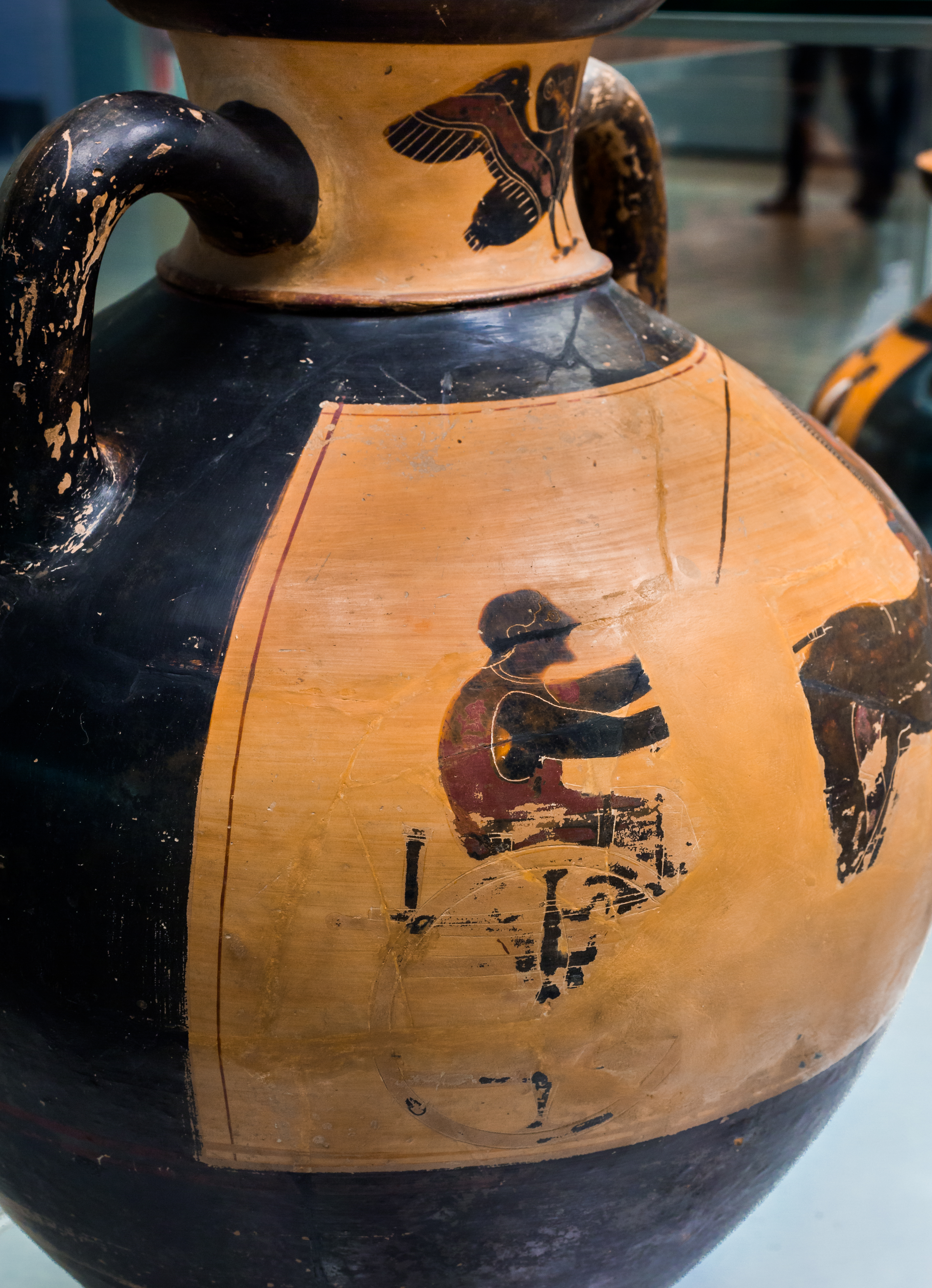
Burgon-Vase, Rückseite

Die Burgon-Vase ist die früheste erhaltene panathenäische Preisamphore.
Die Amphore wurde 1813 in Athen ausgegraben und ist nach Thomas Burgon (1787–1858) benannt, einem Kaufmann der Levant Company, der sie auch nach England brachte und an das Museum verkaufte. Seit 1842 ist sie im Besitz des British Museum in London.
Auf der Rückseite ist sie stark beschädigt infolge eines Hackenschlags. Die Form der ins Jahr 560 v. Chr. datierten Vase ist kurz und gedrungen, die Mündung sehr niedrig, der Hals kurz. Die Henkel liegen eng an und sind klein. Der Fuß ist im Verhältnis zum Gefäß winzig. Die 61 cm hohe Burgon-Vase selbst wurde voll von Knochenresten gefunden, diente also als Aschenbehälter.

Sie ist namengebend für die sogenannte Burgon-Gruppe früher schwarzfiguriger Vasenmaler.

## Beschreibung der Bilder
Die Vase ist im schwarzfigurigen Stil mit Abbildungen der griechischen Göttin Athene nebst fliegender Sirene und Eule, sowie eines Wagenführers mit Zweigespann bemalt.
Athena ist nach links gewandt. Sie trägt einen Helm mit niedrigem Helmbusch, dessen rotgemalter Körper einer Kappe ähnelt. Der linke Arm schwingt einen Speer mit besonders sorgsam gezeichneter Spitze. Das Gewand der Göttin besteht aus einem langen ärmellosen gegürteten Peplos. Das Diploidion – ein in Höhe der Schultern übergeschlagener Teil des Peplos – ist oben mit einem Mäander verziert, während der Rock selber mit einer vertikalen Borte, die aus gefüllten Quadraten besteht, und unten in einem Hackensaum dekoriert ist. Der zurückgesetzte Fuß Athenas berührt noch fast mit der ganzen Sohle den Boden. Der Schlangenrand der Ägis ist durch zwei große, sich ringelnde Schlangen und eine über der Schulter hervorlugende angedeutet. Der Schild, den Athena in der Rechten trägt, zeigt als Zeichen einen nach links gewandten Delphin.
Links vor Athena befindet sich die linksläufige und von oben nach unten geschriebene Aufschrift ΤΟΝΑΘΕΝΕΘ(Ε)ΝΑΘΛΟΝΕΜΙ („ich bin einer der Preise aus Athen“) in Buchstaben des 6. Jahrhunderts v. Chr.
Auf der Rückseite ist ein bartloser, sitzender Wagenlenker in rotem Gewand abgebildet. Die Füße auf einem Trittbrett, fährt er ein Zweigespann nach rechts. Er hält in der Rechten den Stachel, in der Linken den Kalaurops mit Glöckchen, zum Antreiben der Pferde. Durch die Radkonstruktion mit nur zwei Speichen und zwei senkrecht dazu verlaufenden Verstärkungsstützen ähnelt es dem Bronzerad aus Olympia.
Auf dem ornamentlosen Hals finden wir vorn eine Sirene, hinten eine Eule, beide mit genau der gleichen Flügelhaltung.